# وليد صلاح عبد اللطيف
وليد صلاح عبد اللطيف لاعب كرة قدم مصري سابق في مركز الهجوم ، لعب لأندية المنصورة والزمالك والإسماعيلي والأوليمبي ، ولعب للمنتخب الوطني ، ولعب مع نادي المنصورة في بطولة كأس الكؤوس الأفريقية 1997. وحاليًا مدرب في قطاع الناشئين بنادي الزمالك.

## مسيرته الدولية
في 26 أبريل 1997 شارك اللاعب في أول مباراة له مع المنتخب المصري ضد المنتخب الناميبي، وكان ضمن تشكيلة المنتخب الفائز ببطولة كأس الأمم الأفريقية 1998 في بوركينا فاسو.

## روابط خارجية
- وليد صلاح عبد اللطيف على موقع الاتحاد الأوربي (الإنجليزية)
- وليد صلاح عبد اللطيف على موقع قاعدة بيانات كرة القدم.إي يو (الإنجليزية)
- وليد صلاح عبد اللطيف على موقع ناشيونال فوتبول تيمز (الإنجليزية)